# Arnel Jakupović
Arnel Jakupović (Beč, 29. svibnja 1998.) austrijski je nogometaš bosanskohercegovačkoga porijekla. Igra za Osijek.

## Klupska karijera
Jakupović je karijeru započeo u klubu ASV Asparn/Zaya. Godine 2005. prelazi u Stadlau. Godine 2009. pridružio se juniorskom timu Austrije Beč. Nakon što je prethodno igrao u akademiji, debitirao je za amatere u regionalnoj ligi u travnju 2015., kada je ušao kao zamjena umjesto Michaela Nimmera.
U ljeto 2015. Jakupović se preselio u Englesku u Middlesbrough. U Middlesbroughu je igrao u momčadima do 18, 19 i 23 godine.
Nakon godinu i pol dana u Engleskoj, preselio se u Italiju u momčad Empolija do 19 godina u siječnju 2017. Nakon što je prvi put bio u profesionalnoj momčadi u travnju 2017., debitirao je u Serie A u svibnju 2017. kada je ušao kao zamjena za Joséa Maurija u 88. minuti 35. kola protiv Bologne. S klubom je ispao u Serie B 2017.
U siječnju 2018. Jakupović je prešao u Juventus, gdje je igrao u A-mladoj momčadi, a ne u profesionalcima. U sezoni 2018./19. vratio se u Empoli, koji je u međuvremenu došao ponovno u Serie A, ali nije igrao. U siječnju 2019. vratio se u Austriju na posudbu i prešao u Sturm Graz. Za Sturm je upisao šest nastupa u austrijskoj Bundesligi.
Nakon isteka posudbe vratio se u Empoli, koji je tada bio u Serie B, za sezonu 2019./20. Ne igrajući, posuđen je NK Domžale u Sloveniji u kolovozu 2019. Ukupno je za Domžale u tri i pol godine upisao 110 nastupa u 1. SNL u kojima je postigao 32 pogotka. U veljači 2023. prelazi u ligaški rival NK Maribor. Za Maribor je odigrao 46 utakmica, u kojima je zabio 24 puta.
U kolovozu 2024. Jakupović je prešao u NK Osijek.

## Reprezentativna karijera
Jakupović je igrao za mlade austrijske reprezentacije. U kolovozu 2024. Jakupović je prvi put pozvan u seniorsku reprezentaciju, ali još nije imao debi.